# Apeadeiro de Curvaceiras
O Apeadeiro de Curvaceiras é uma gare ferroviária do Ramal de Tomar, que serve as povoações de Curvaceiras Grandes e Curvaceiras Pequenas, no Distrito de Santarém, em Portugal.

## História
O Ramal de Tomar abriu à exploração em 24 de Setembro de 1928.